# Radio Västindien
Radio Västindien var ett radioprogram i Sveriges Radio P3 som startades 1981 och 1983/1984. Programledare var Thomas Gylling, som redan 1979 försökte få in ett programformat med västindisk populärmusik i Sveriges Radio.
I programmet spelades musik från Karibien, och det var ett av de första radioprogrammen i Norden att varje vecka spela reggae, rock steady, ska, calypso, salsa och liknande musik. Dessutom spelades groove och klubbmusik långt innan begreppet nådde klubbar och radio på 1990-talet.
Programmet innehöll mycket ljudeffekter, förinspelade mixdelar och annan ljudlyx.